# 丹喬二
丹 喬二（たん きょうじ、1937年 - 2011年1月3日）は、日本の歴史学者。元日本大学文理学部教授。専門は宋代社会経済史を中心とした中国前近代史。

## 経歴
東京教育大学卒業。修士（文学）。日本大学文理学部で2007年前学期まで教授。

## 著書
近日刊行予定

## 人柄
コーヒー、タバコ、風呂、散歩、孫と遊ぶことが好きである。
| スタブアイコン | サブスタブ | この項目は、まだ閲覧者の調べものの参照としては役立たない、人物に関連した書きかけの項目です。この項目を加筆・訂正などしてくださる協力者を求めています（P:人物伝/PJ:人物伝）。 |